# All'ultimo sangue (film 1968)
All'ultimo sangue è un film del 1968 diretto da Paolo Moffa (con lo pseudonimo di John Byrd).

## Trama
Un libro paga dell'Esercito Americano è stato derubato da Billy detto Il pistolero, e assumono Clive Norton per recuperare i soldi. Per aiutarlo, Norton salva dalla forca un uomo che disprezza Billy e il fratello di quest'ultimo, El Chaleco.